# Марта Торне
Марта Торне (нар. 10 березня 1978, Барселона) — іспанська акторка і співачка, найбільш відома по ролі Марії Альмагро в серіалі «Чорна лагуна».
За роль Марії Марта Торне в 2009 році отримала номінацію на премію Телевізійного фестивалю в Монте-Карло.

## Біографія

### Ранні роки
Марта Торне народилася в сім'ї домогосподарки Терези Торне і кресляра Джона Мануеля. Після школи вона пішла працювати на кіностудію, звідки начальники, яких Марта справила враження, відправили її на курси аудіовізуальної продукції і радіошоу. Після курсів Марта Торне влаштувалася на радіо. Вона вела ранкові програми, і їй доводилося вставати о 4 ранку. Марта працювала на станціях D9R, Radio Estel, Flaix FM і RAC 1 і встигла полюбитися слухачам.

### Кінокар'єра
Марта почала зніматися з 2006 року, і одна з її перших ролей стала найзнаменитішою. Марта зіграла покоївку Марію Альмагро в серіалі «Чорна лагуна». Серіал тривав сім сезонів, після чого кар'єра Марти Торне продовжилася на телебаченні. Марта веде ток-шоу «Algo Pasa con Marta» на каналі «La Sexta». Також вона продовжує зніматися в кіно і грати в театрі.

## Фільмографія
- 2012 — «Захищені» (серіал, 3 сезон) — Хулія